# Којинце
Којинце (мкд. Коинце) је насеље у Северној Македонији, у крајње северном делу државе. Којинце је насеље у оквиру општине Старо Нагоричане.

## Географија
Којинце је смештено у крајње северном делу Северне Македоније. Од најближег града, Куманова, село је удаљено 18 km североисточно.
Село Којинце се налази у историјској области Средорек, у долини реке Пчиње, на приближно 420 метара надморске висине. Северно и источно од села изидже се планина Козјак.
Месна клима је континентална.

## Становништво
Којинце је према последњем попису из 2002. године имало 70 становника.
Већинско становништво у насељу су етнички Македонци (99%).
Претежна вероисповест месног становништва је православље.